# Carabus auronitens
Carabus auronitens är en skalbaggsart som beskrevs av Fabricius 1792. Carabus auronitens ingår i släktet Carabus, och familjen jordlöpare. Det är osäkert om arten förekommer i Sverige.

## Bildgalleri

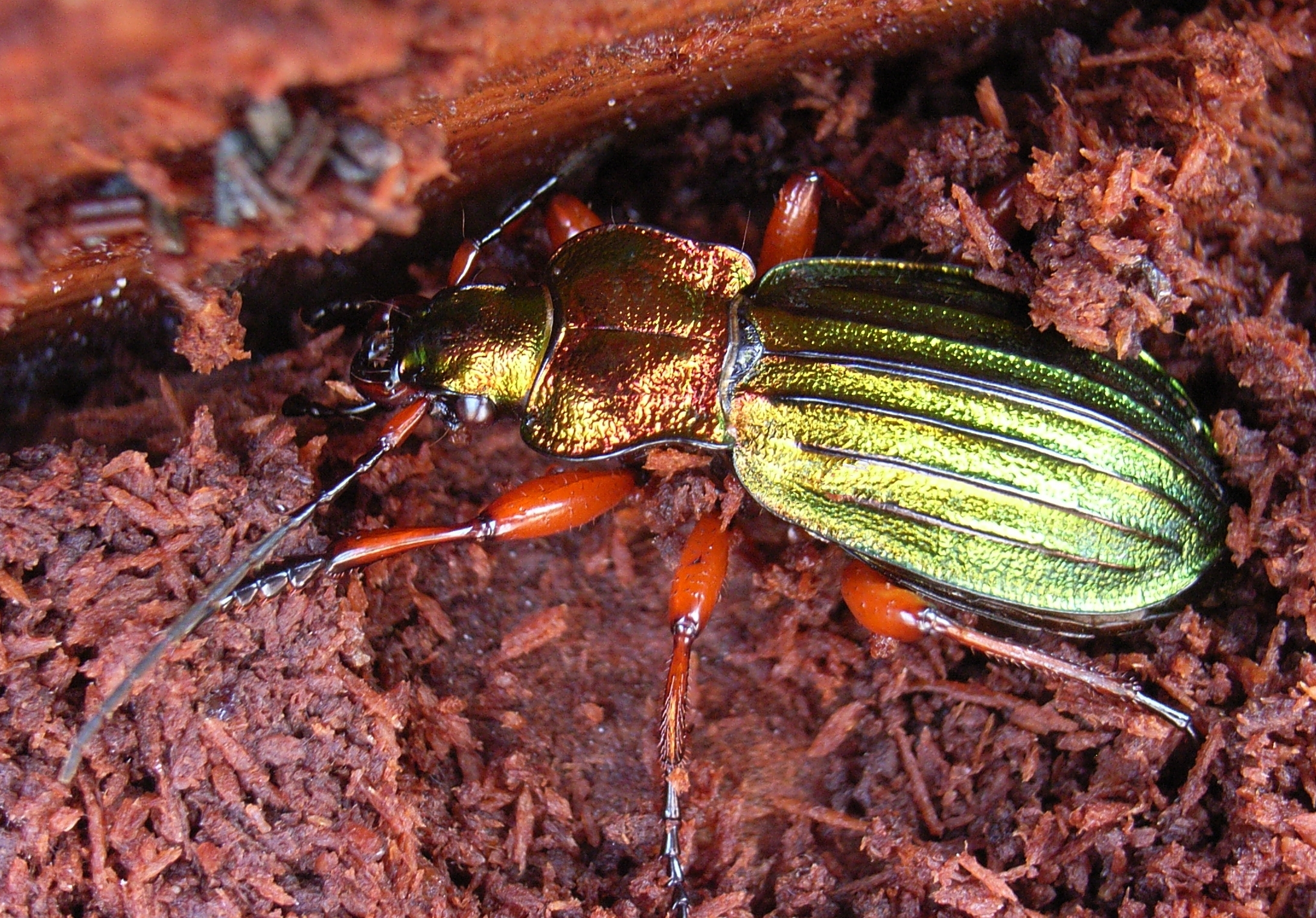
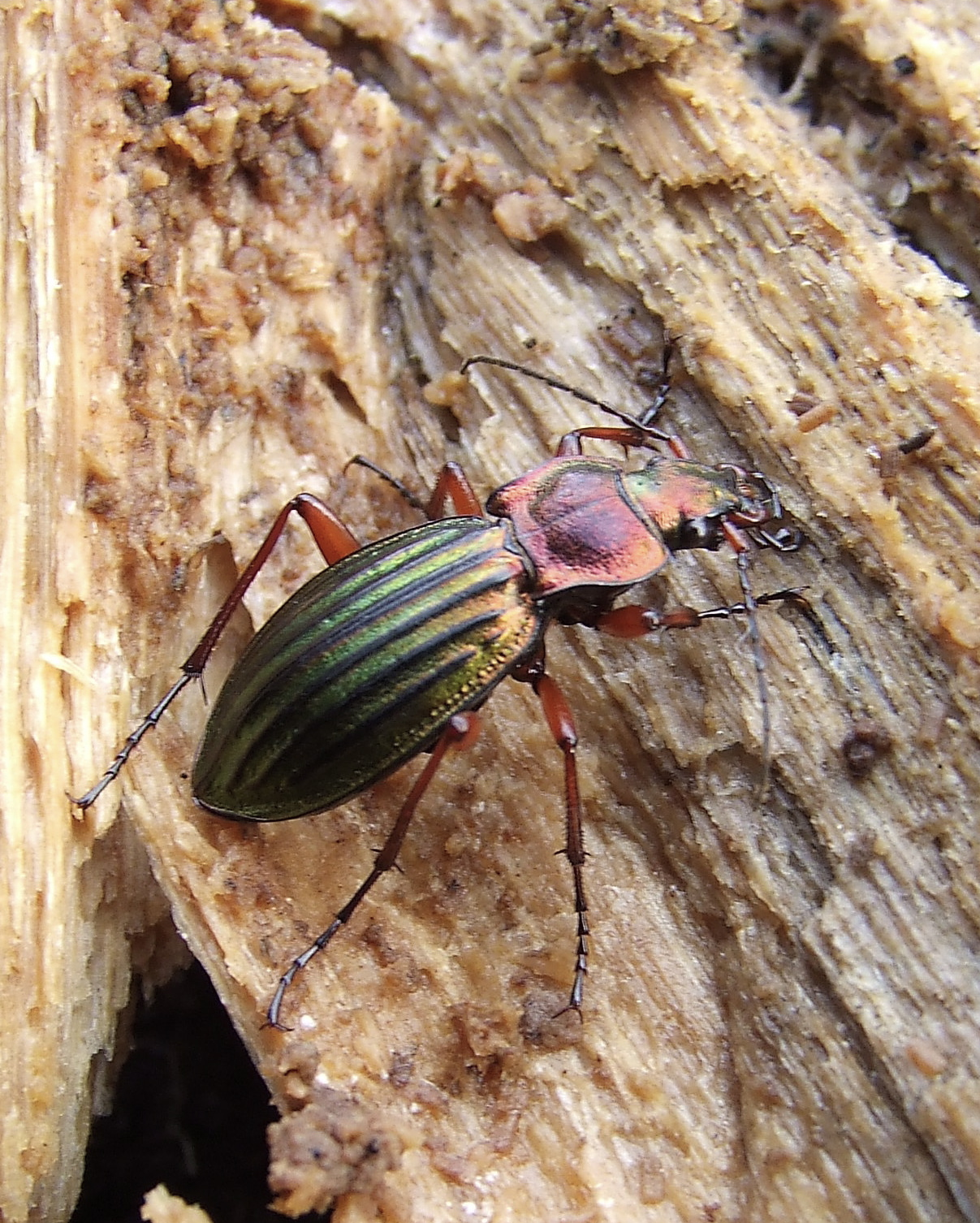
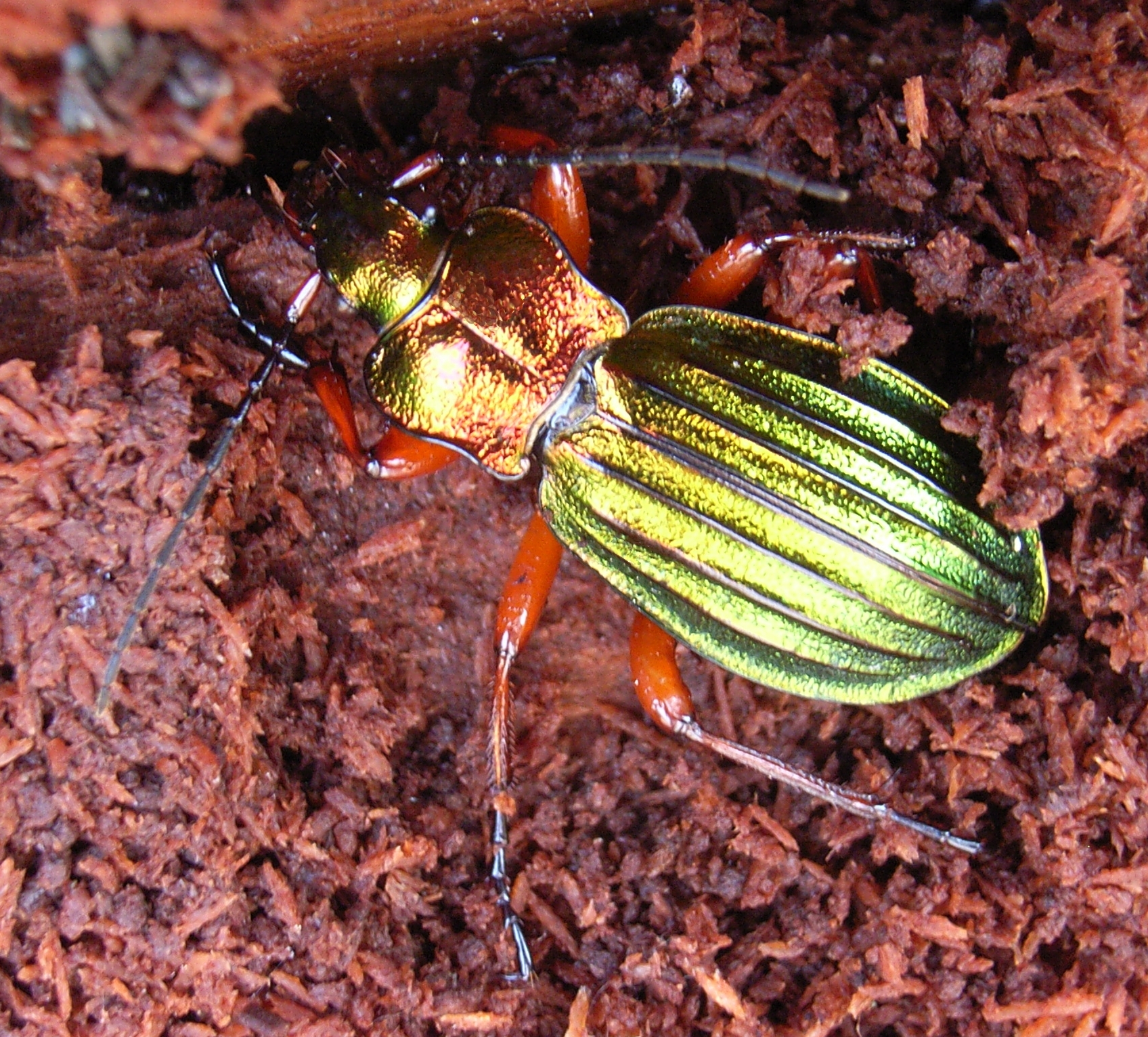
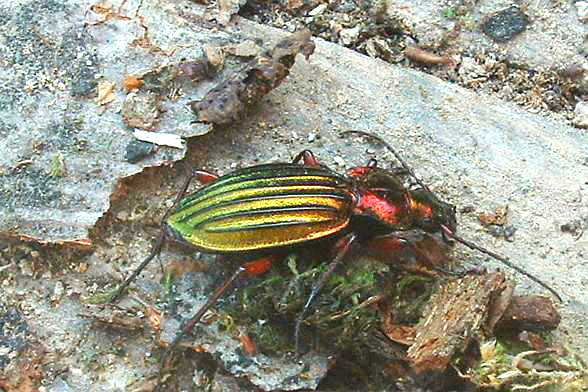
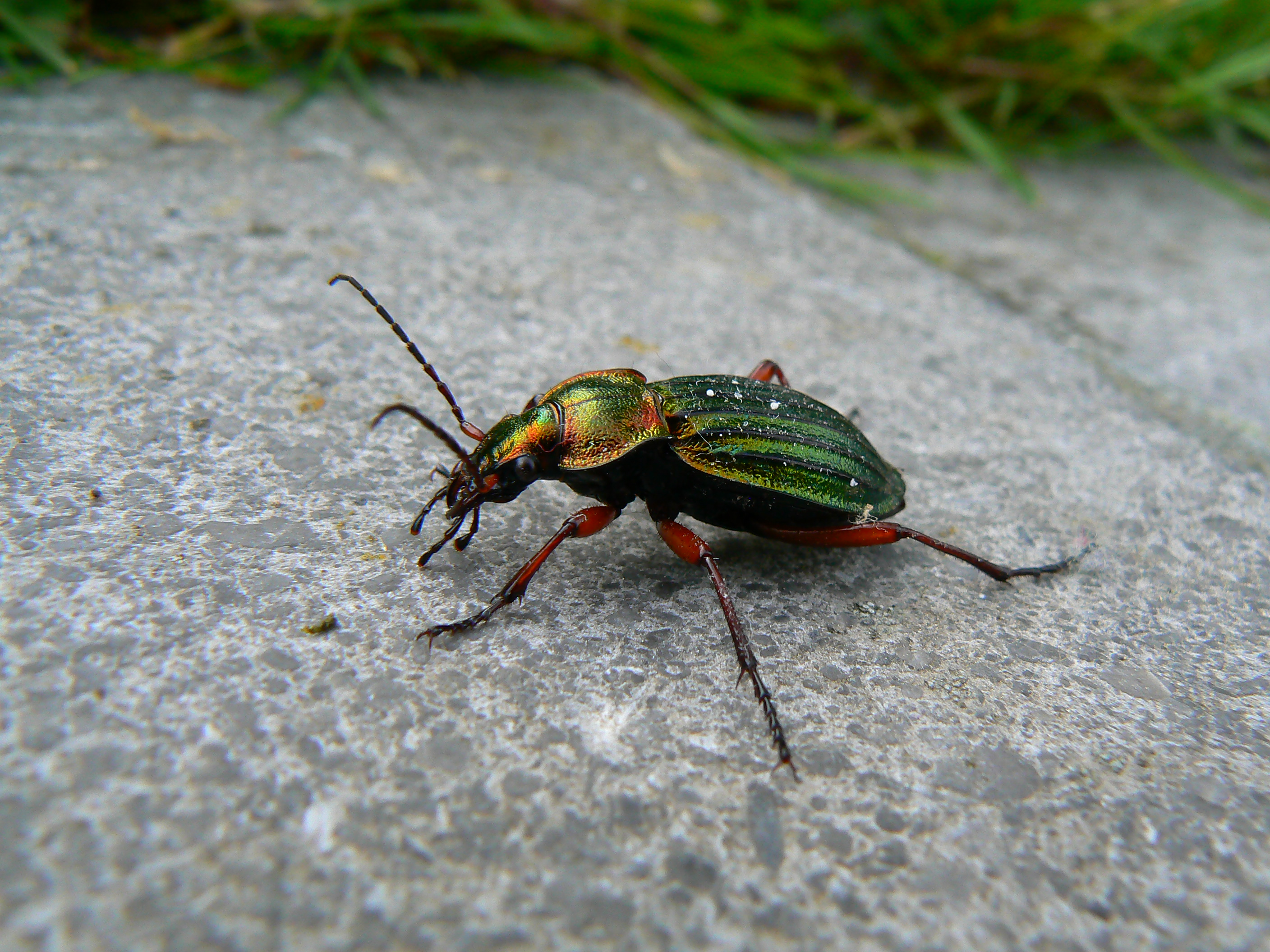
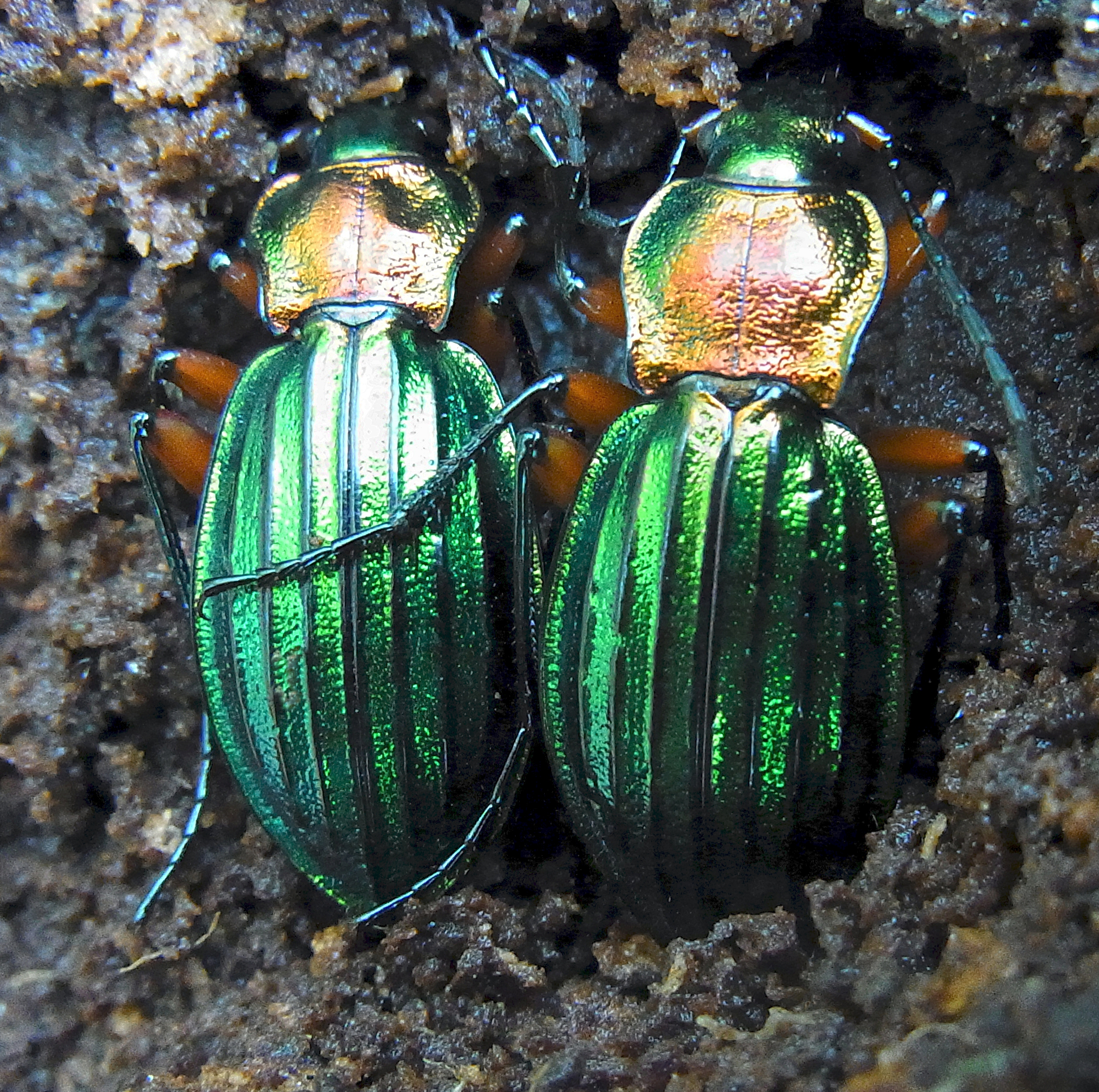